# Šachový turnaj v Petrohradě v roce 1914

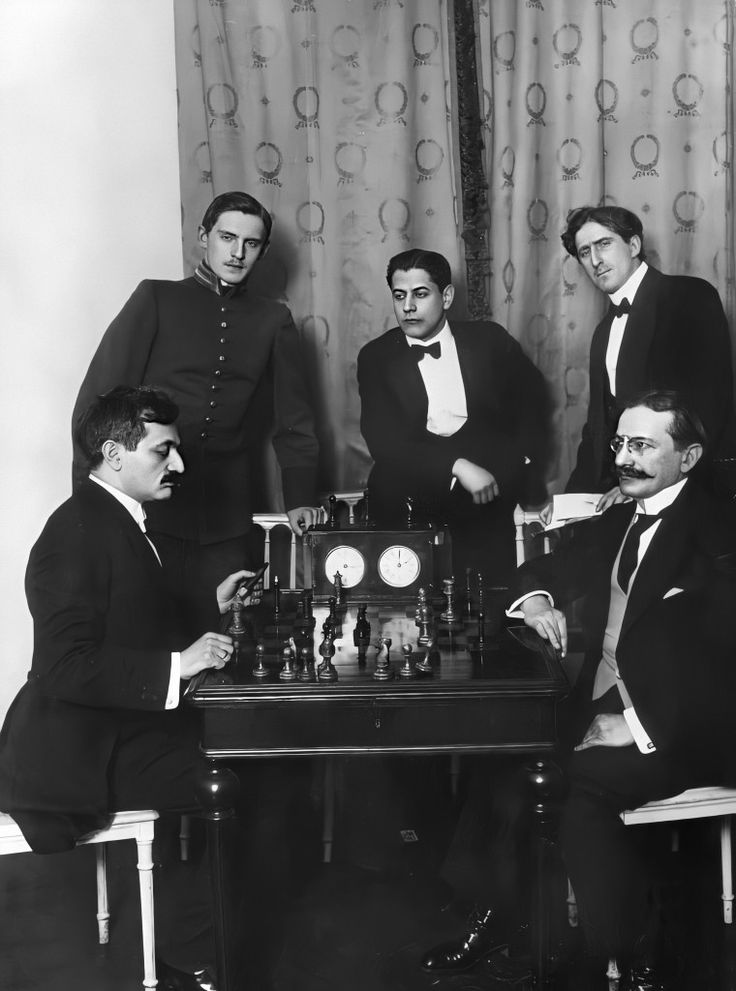
Lasker (sedící vlevo), Aljechin (stojící vlevo), Capablanca, Marshall a Tarrasch (sedící vpravo)

Šachový turnaj v Petrohradě v roce 1914 byl mezinárodním šachovým turnajem, konaným mezi 21. dubnem a 22. květnem 1914 v prostorách petrohradského šachového klubu, jehož desáté výročí bylo oslavováno. Předsedou organizačního výboru byl Peter Petrovič Saburov, dalšími členy pak byli Boris Maliutin, Peter Alexandrovič Saburov a O. Sossnitzky.
Cílem bylo pozvat do Petrohradu dvacet tehdejších nejlepších šachistů, včetně mistra světa Emanuela Laskera nebo jeho vyzyvatele Josého Raúla Capablancu. Hráči jako Amos Burn, Richard Teichmann a Simon Winawer účast odmítli, a to kvůli pokročilému věku. Oldřich Duras, Géza Maróczy, Karl Schlechter, Rudolf Spielmann, Savielly Tartakower, Milan Vidmar a Max Weiss se nemohli turnaje zúčastnit kvůli probíhajícímu geopolitickým sporům Ruska s Rakouskem-Uherskem. Nakonec se turnaje zúčastnilo jedenáct nejlepších hráčů z Německa, Francie, Velké Británie, Spojených států, Kuby a Ruského impéria. Podle neoficiálních ratingů Chessmetrics byl turnaj (k březnu 2005) 13. nejsilnějším turnajem v dosavadní historii z hlediska účasti nejlepších hráčů.
Turnaj se konal mezi 21. dubnem a 22. květnem 1914. Hrálo se v petrohradském šachovém klubu, a to vždy odpoledne a večer (místního času). Časová kontrola byla dvě hodiny po 30 tazích, dále půl hodiny za dalších 22 tahů a na zbytek hry připadla kontrola 15 tahů na hodinu.
Po skončení turnaje udělil účastníkům finále ruský car Mikuláš II. titul šachového velmistra. Bylo to poprvé v šachové historii, kdy byl takovýto titul udělen.

## Turnaj

### Kvalifikace
Turnaje se zúčastnilo jedenáct hráčů a pět nejlepších se kvalifikovalo do finále, přičemž se hrálo systémem každý s každým. Kvalifikaci vyhrál José Raul Capablanca, a to s náskokem 1,5 bodů před Emanuelem Laskerem. Velkým překvapením pak bylo sedmé místo (a tedy konec v turnaji) Akiby Rubinštejna, jelikož se očekávalo, že se právě tito tři hráči utkají o turnajové prvenství.
Výsledky kvalifikace:
| Umístění | Hráč                 | 1.              | 2.              | 3.              | 4.              | 5.              | 6.              | 7.              | 8.              | 9.              | 10.             | 11.             | Celkem |
| -------- | -------------------- | --------------- | --------------- | --------------- | --------------- | --------------- | --------------- | --------------- | --------------- | --------------- | --------------- | --------------- | ------ |
| 1.       | José Raúl Capablanca | Does not appear | ½               | ½               | 1               | ½               | 1               | ½               | 1               | 1               | 1               | 1               | 8      |
| 2.       | Emanuel Lasker       | ½               | Does not appear | ½               | ½               | ½               | 0               | 1               | ½               | 1               | 1               | 1               | 6½     |
| 3.       | Siegbert Tarrasch    | ½               | ½               | Does not appear | ½               | ½               | 1               | ½               | 1               | 1               | 0               | 1               | 6½     |
| 4.       | Alexandr Aljechin    | 0               | ½               | ½               | Does not appear | 1               | ½               | 1               | ½               | ½               | ½               | 1               | 6      |
| 5.       | Frank Marshall       | ½               | ½               | ½               | 0               | Does not appear | 1               | ½               | ½               | 1               | 1               | ½               | 6      |
| 6.       | Osip Bernštajn       | 0               | 1               | 0               | ½               | 0               | Does not appear | ½               | ½               | ½               | 1               | 1               | 5      |
| 7.       | Akiba Rubinstein     | ½               | 0               | ½               | 0               | ½               | ½               | Does not appear | ½               | ½               | 1               | 1               | 5      |
| 8.       | Aaron Nimcovič       | 0               | ½               | 0               | ½               | ½               | ½               | ½               | Does not appear | 0               | ½               | 1               | 3      |
| 9.       | Joseph Blackburne    | 0               | 0               | 0               | ½               | 0               | ½               | ½               | 1               | Does not appear | 0               | 1               | 3½     |
| 10.      | David Janowski       | 0               | 0               | 1               | ½               | 0               | 0               | 0               | ½               | 1               | Does not appear | ½               | 3½     |
| 11.      | Isidor Gunsberg      | 0               | 0               | 0               | 0               | ½               | 0               | 0               | 0               | 0               | ½               | Does not appear | 1      |

### Finále
Do finále postoupilo pět hráčů a hrálo se systém každý dvakrát s každým. Vzhledem k tomu, že se výsledky kvalifikace přenesly do finále, Capablanca byl jakožto výherce kvalifikace s náskokem 1,5 bodu považován za hlavního favorita finále. V první polovině finále Lasker nakonec remizoval s Capablancou, což snížilo Capablancův náskok na jeden bod. Skóre pak bylo: Capablanca 11, Lasker 10, Aljechin 8½, Marshall 7, Tarrasch 6½.
V 19. kole vyhrál Lasker proti Capablancovi výměnou variantu Španělské hry, kde v šestém tahu hráči vyměnili královny. Lasker v koncovce Capablancu přehrál. Luděk Pachman poznamenal, že Laskerova volba byla mistrovským úderem, protože Capablanca měl v úmyslu si partii zjednodušit, aby rychle zremizoval, a Lasker tak schválně zvolil tu variantu, která vyžaduje, aby černý hrál aktivně, využil svou dvojici střelců a hlavně aby nedovolil bílému využít jeho pěšcovou strukturu. Capablanca se však vyhýbal veškerým komplikacím, hrál příliš pasivně a nakonec partii prohrál. V následujícím kole Capablanca prohrál proti Tarraschovi jako bílý vyhranou pozici. To umožnilo Laskerovi (který ve finále dosáhl sedmi z osmi bodů) vyhrát o půl bodu celý turnaj.
Lasker vyhrál 1200 rublů, Capablanca 800, Aljechin 500, Tarrasch 300 a Marshall 250. Někteří hráči také dostali odměnu za brilanci. Capablanca obdržel 125 rublů, a to konkrétně za své vítězství nad Bernštajnem, Tarrasch 75 rublů za své vítězství nad Nimcovičem a Blackburne získal 50, což byla speciální cena za brilanci. Tu získal za svou výhru proti Nimcovičovi. Celý fond turnaje byl pokryt diváky, přičemž celkově činil 6 000 rublů. Tarrasch o tomto turnaji napsal knihu.  
Konečné výsledky:
| # | Hráč                 | Kvalifikace | 1  | 2  | 3  | 4  | 5  | Celkem |
| - | -------------------- | ----------- | -- | -- | -- | -- | -- | ------ |
| 1 | Emanuel Lasker       | 6½          | ** | ½1 | 11 | 1½ | 11 | 13½    |
| 2 | José Raúl Capablanca | 8           | ½0 | ** | ½1 | 10 | 11 | 13     |
| 3 | Alexandr Aljechin    | 6           | 00 | ½0 | ** | 11 | 1½ | 10     |
| 4 | Siegbert Tarrasch    | 6½          | 0½ | 01 | 00 | ** | 0½ | 8½     |
| 5 | Frank James Marshall | 6           | 00 | 00 | 0½ | 1½ | ** | 8      |